# Bạch Lưu
Bạch Lưu là một xã thuộc huyện Sông Lô, tỉnh Vĩnh Phúc, Việt Nam.
Xã Bạch Lưu có diện tích 6,28 km², dân số năm 1999 là 2592 người, mật độ dân số đạt 413 người/km².